# Épave dans la mer de glace
Épave dans la mer de glaces (en allemand : Wrack im Eismeer) serait un tableau du peintre allemand Caspar David Friedrich, réalisé en 1798.

## Description
Le tableau est une peinture à l'huile sur toile, mesurant 31,4 cm de hauteur sur 23,6 cm de largeur.

## Historique
Caspar David Friedrich peint Épave dans la mer de glaces en 1798. L'attribution de l'œuvre à C.D. Friedrich comme œuvre de jeunesse est néanmoins sujette à débat.
Dans l'épave prise dans les glaces, cette œuvre dénonce son fatalisme et son obsession de la mort. Après lui avoir rendu visite, David D'Angers notait: voilà un homme qui a découvert la tragédie du paysage. Il échange de nombreuses lettres avec Carus sur ce thème du paysage.
Friedrich ne fut pas, de son vivant, un artiste méconnu
Le tableau est exposé à la Kunsthalle de Hambourg en Allemagne.